# John Cope (General)

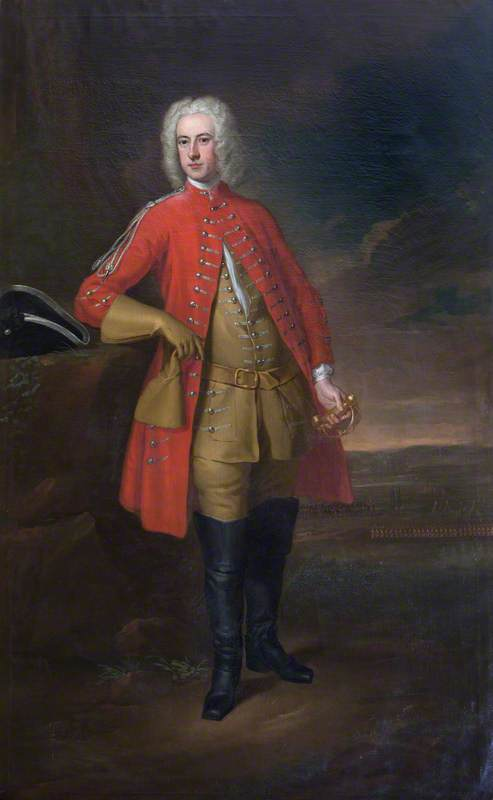
Sir John Cope, um 1730

Sir John Cope KB (* Juli 1690 in Camden; † 28. Juli 1760 in London) war ein britischer General und Politiker.

## Leben
John Cope war der einzige Sohn des Lieutenant-Colonel Henry Cope aus Icombe in Gloucestershire aus dessen Ehe mit Dorothy Waller. Er besuchte die Westminster School.

### Militärkarriere
Er begann seine Karriere bei der British Army 1707 als Cornet des Royal Regiment of Dragoons und kämpfte bis 1713 im Spanischen Erbfolgekrieg. Er war von 1708 bis 1709 Adjutant des Generals James Stanhope. 1709 wurde er Captain des 33rd Regiment of Foot, und wechselte noch im selben Jahr zu Daniel Harvey’s Regiment of Horse. 1710 wurde er Captain und Lieutenant-Colonel des 3rd Regiment of Foot Guards, 1712 wurde er Lieutenant-Colonel von George Macartney’s Regiment of Foot, 1712 Lieutenant-Colonel von Owen Wynne’s Regiment of Foot. Nach Kriegsende durch den Friede von Utrecht wurde er 1713 in den Brevet-Rang eines Colonel befördert und unter Halbsold vom aktiven Militärdienst freigestellt.
1715 kehrte er als Lieutenant-Colonel des 2nd Regiment of Foot Guards in den aktiven Dienst zurück und wechselte 1720 zum 1st Troop of Horse Grenadier Guards. 1730 wurde er Colonel des 39th Regiment of Foot, 1732 Colonel des 5th Regiment of Foot, 1737 Colonel des 9th Regiment of Dragoons und 1741 Colonel des 7th Regiment of Dragoons. 1735 wurde er zum Brigadier-General und 1739 zum Major-General befördert. Ab 1740 kämpfte er im Österreichischen Erbfolgekrieg. In Anerkennung seiner Leistungen wurde er 1743 zum Lieutenant-General befördert und am 12. Juli 1743 als Knight Companion des Order of the Bath geadelt. 1745 war er der Oberbefehlshaber der britischen Regierungstruppen in Schottland. In dieser Funktion zog er den aufständischen Jakobiten in Edinburgh entgegen, stellte diese in der Schlacht bei Prestonpans, wurde in deren Verlauf aber vernichtend geschlagen. Cope selbst floh vom Schlachtfeld und entkam mit den Resten seiner Truppen nach Berwick-upon-Tweed. Obwohl er später von einem Kriegsgericht freigesprochen wurde, erhielt er in der Folgezeit kein aktives Kommando mehr.

### Politische Karriere
Parallel zu seinem Militärdienst war er erstmals 1722 ins britische Unterhaus gewählt. Von 1722 bis 1727 war er Angeordneter für das Borough Queenborough auf der Isle of Sheppey, von 1727 bis 1734 für das Borough Liskeard in Cornwall und von 1738 bis 1741 für das Borough Orford in Suffolk. Er gehörte der Partei der Whigs an.

## Ehen und Nachkommen
In erster Ehe war er mit Jane Duncombe, Tochter des Unterhausabgeordneten Anthony Duncombe und Schwester des Anthony Duncombe, 1. Baron Feversham, verheiratet. Mit ihr hatte er einen Sohn, James Cope (um 1709–1756), der 1754 Unterhausabgeordneter für Downton in Wiltshire wurde, allerdings unverheiratet und kinderlos vor ihm starb.
Nach dem Tod seiner ersten Gattin heiratete er in zweiter Ehe eine Frau namens Elizabeth, die ihn überlebte. Die Ehe blieb kinderlos.

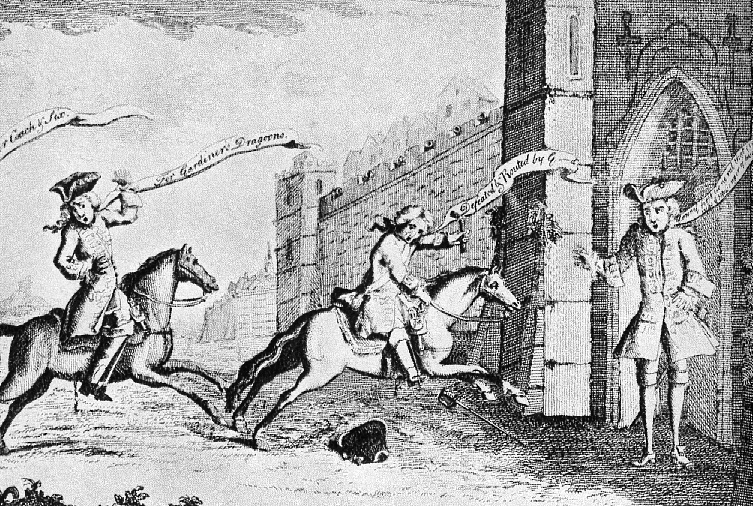
Karikatur des fliehenden John Cope nach der Schlacht bei Prestonpans.

## Rezeption
Copes Niederlage in Prestonpans zog allerhand Spott auf sich. Insbesondere komponierte der schottische Folksänger Adam Skirving (1719–1803) nach der Schlacht das populäre Volkslied Hey, Johnnie Cope, Are Ye Waking Yet? (Hey Johnnie Cope, are you awake yet?)., Es wird bis heute immer wieder von schottischen und irischen Folkbands gespielt, bearbeitet und neu aufgenommen, darunter The Corries, The Tannahill Weavers, Planxty und Tír na nÓg.